# Sociologie sportu
Sociologie sportu je podobor Sociologie, který se zabývá sportem, jakožto společenským jevem. Rozebírá sport z pohledu jednotlivých kultur a společnosti, problémy ve sportu jako násilí nebo doping, i rozdíly mezi sportem profesionálním a amatérským nebo aktivním a pasivním sportováním. Za počátek sociologie sportu by se dal považovat konec 19. století, kdy se uskutečnily první psychologické experimenty zabývající se účinkem soutěživosti ve sportu.
Dnes se většina sportovních sociologů ztotožňuje alespoň s jednou z těchto čtyř teorií, které popisují vztah mezi sportem a společností: strukturální funkcionalismus, teorie konfliktů, kritická teorie a symbolický interakcionalismus.

## Vliv sportu na společnost a vliv společnosti na sport

### Vliv sportu na společnost
Sport a jeho kultura tvoří nedílnou součást společnosti, v níž žijeme. Působí na sociální status i smýšlení, které jeden o druhém máme. Z toho vyplývá, že vliv sportu na společnost je podstatný. Obecně lze říci, že kvalita i kvantita sportování je silně podmíněná sociálními okolnostmi včetně geografického prostředí, etniky, talentu, ale i peněz, jelikož vybavení na určité sporty i jejich vykonávání může být finančně náročné. Některé druhy sportu jsou dodnes ovlivněné třídním zařazením. Vyšší sociální vrstvy se oddávají sportům jako je squash, golf nebo plachtění, nižší vrstvy upřednostňují fotbal, lední hokej, turistiku nebo basketbal.[zdroj?]
- Společenství utvořená díky sportu

Sport sdružuje lidi, díky tomu mohou vznikat nová sociální společenství. Nejčastěji jsou to sportovní kluby a týmy, kde se setkávají trenéři s hráči, sportovními lékaři, maséry, kustody a jinými neodmyslitelnými součástmi týmu. Ke sportovnímu klubu můžeme řadit také skalní fanoušky, které ke klubu již tak přirostli, že se všichni navzájem znají.
- Sport jako podstatný faktor při socializaci

Jako socializaci nazýváme proces, při němž se jedinec přizpůsobuje hodnotám a kultuře, v níž žije. Díky sportu si lidé snáze hledají kamarády a mají tendenci rozvíjet vlastní schopnosti i nad rámec sportu.
- Dopad sportu na budování osobnosti člověka

Pokud se od mala dítě soustředí na sportování, a směřuje k vrcholovému sportu, hraje sport významnou roli při vytváření osobnosti jedince. Typické vlastnosti potřebné pro sport jsou odolnost, vytrvalost, flexibilita, snaha překonávat sám sebe, posouvání vlastních hranic a výdrž. Většinu z těchto vlastností pak může uplatnit i v běžném sportu, proto takoví lidé bývají velmi trpěliví, odolní a nic je nerozhází. Jako negativní vlastnost možná můžeme zmínit tendenci potřeby po neustálém vítězství.

### Vliv společnosti na sport
Sport je takový, jaká je společnost. Nejmarkantnější rozdíly nejsou dohledatelné napříč sousedními státy, ale spíše jednotlivými kontinenty. Geografické podmínky, podnebí i povaha jednotlivých národů hraje roli v tom, jaký sport v daném místě preferují. Temperamentnější národy tíhnou k bojovým a akčnějším sportům, klidnější národy vyhledávají například golfu nebo plavání.

## Sociologické problémy ve sportu
Mnoho současných sociologických problémů sportu souvisí s komercializací vrcholového sportu.
Dle Josefa Oborného lze sociologické problémy komerčního sportu shrnout do „čtyř negativních tendencí“:
- Zvětšující se propast mezi vrcholovým a rekreačním sportem – sport se globálně rozšiřuje, ale základna aktivně sportujících se ztrácí. Komercializace sportu brání řadě lidí provozovat sport pouze kondičně a neumožňuje také rozvinutí talentových předpokladů u dětí.
- Slábnoucí autorita morálních stimulů
- Nepřiměřené přerůstání „ega“ sportovce do elitářského individualismu
- Fetišismus fantastických výkonů a rekordů, dosahovaných i ne zcela čistými prostředky.

Z těchto čtyř tendencí lze vysledovat další, konkrétnější problémy, jako jsou například sponzoring, doping, násilí ve sportu či sedavá společnost.

### Násilí
Fenomén násilí ve sportu nepochybně prostupuje sféru konfliktů zájmu ve společnosti, kompenzací domácího násilí, hledáním kolektivní identity, flexibilitou volného času, reakcí na atomizaci společnosti vzdalující se hodnotám pospolitostního harmonizujícího soužití.
Ze sociologického pohledu se za násilí ve sportu dá považovat využití neadekvátní fyzické síly, které může způsobit újmu jak druhým lidem, tak hmotnému majetku. S násilím se také pojí agresivita, či zastrašování.
Ve sportu má násilí dlouholetou historii. Již starověcí Řekové nebo Římané měli v oblibě krvavé sporty. Smrt v rituálních hrách byla běžnou součástí i životů Mayů či Aztéků, k příkladům můžeme přidat i středověké rytířské turnaje. V moderním sportu nejsou dovoleny ty nejviditelnější formy násilí. I přesto se ale násilí stalo součástí moderního sportu, jako je například americký fotbal, box či lední hokej. V těchto sportech se nebezpečný fyzický kontakt mezi sportovci akceptuje jako součást herních pravidel. Z násilí také velice dobře profitují média, protože senzace o násilí a o kritice násilí se v médiích skvěle prodává.
Někteří se domnívají, že pokud by ze sportu vymizela komerce a profesionalita, skončilo by i rivalství a násilí, protože se domnívají, že v amatérském sportu není důvod pro jakékoliv násilí. Oponenti tohoto názoru však tvrdí, že změnit pravidla sportu a odstřihnout tok peněz do sportu by bylo velice těžké, co by ale bylo zhola nemožné, je změnit kulturu, ve které se sport vyvíjí a existuje.
Velice probíranou součástí násilí ve sportu je také násilí mezi diváky. V tomto ohledu je velice důležitý kontext, v jakém diváci sport sledují.

### Sponzoring a sport
Sponzoring je neodmyslitelnou součástí profesionálního sportu. Tvoří speciální odvětví moderní ekonomie, které se neustále rozrůstá – například velké korporace jsou schopné v období Olympijských her do sponzoringu a marketingu investovat až 1 miliardu dolarů K nejznámějším korporacím, které pravidelně sponzorují sportovní události, patří například Coca-Cola, McDonalds, Adidas, Budweiser, Škoda auto.
Sport je totiž pro firmy velice výhodným místem pro jejich propagaci. Rozvoj internetu a satelitní televize umožňuje sledování sportu téměř komukoliv z vyspělého světa. Je to skvělá příležitost ukázat firemní logo.
Zde ovšem může vyvstat etická otázka ohledně sponzoringu, zda je správné, aby firmy jako Coca-Cola či McDonalds sponzorovaly sportovce. To opět souvisí s komercializací sportu. Finanční příjmy, které korporacím sponzoring přinese, plynou z velké části zpět do sportu opět prostřednictvím marketingu. Běží zde tedy primárně o peníze pro sportovce a sportovní kluby, které vychází z tohoto sponzoringu.
Se sponzoringem souvisí i masové šíření značky pomocí profesionálních sportovců. Za rok 2016 si z reklamy nejvíce vydělal tenista Roger Federer, který vydělal téměř 50 milionů liber. Propaguje například luxusní hodinky Rolex. Dalšími sportovci jsou například Tiger Woods (např. reklamy na Nike), který vydělal téměř 37 milionů liber, či Cristiano Ronaldo (např. Armani Jeans), jehož výdělek činil 26 milionů liber.

### Sedavá společnost
V minulosti byl pohyb přirozenou součástí lidského života. S modernizací, digitalizací a vyspělostí jednotlivých zemí ovšem přirozeného pohybu zřetelně ubývá. Většina populace již nemusí fyzicky pracovat pro svou obživu a tak se rozmohl trend sedavé společnosti. Americké výzkumy naznačují, že ve vyspělých zemích světa až 60 procent obyvatel nesplňuje ani minimální úrovně z hlediska fyzického pohybuDalší fakt, který podtrhává tuto skutečnost, je, že dnešní děti vyrůstají s nejvíce obézními rodiči v celé historii lidstva a poprvé v celé lidské historii mají kvůli přebytku jídla a sedavému stylu života velkou pravděpodobnost, že zemřou dřív, než generace jejich rodičů S minimální fyzickou aktivitou mimo jiné také souvisí i různé nemoci a fyzická postižení.
Nejčastější důvody k nesportování jsou: nedostatek vhodných, cenově přístupných sportovišť, absence dobré party lidí pro sport, velké množství osobních starostí a problémů, společně s lidskou lenostíAby dospělý jedinec mohl mít kladný vztah k pohybu a sportu, je třeba, aby si tento vztah vytvořil již v žákovském věku. Ve středním věku se tento vztah buduje mnohem obtížněji. Další zajímavostí je, že zapojení do všech forem sportovních aktivit v naší společnosti s věkem klesá a že ve volném čase sportuje stále méně dětí. Sportování by mělo sloužit ke zvýšení fyzické kondice a zlepšení lidského zdraví. Ať už sportovně nadaní či nenadaní jedinci by v pohybu měli vidět přirozený zdroj plnohodnotného prožívání života. Proto se nejnovější medicínsko-sociální doporučení pro podporu sportu zaměřují na všechny důležité sféry v životě jedince: rodinu, školy i instituce práce

### Doping
V dnešní době je velký tlak na výkon ve většině odvětví. Na sportovce jsou velké nároky, aby se neustále zlepšovali. Proto požívají podpůrné látky. Jeden z nejznámějších dopingových skandálů z let minulých je aféra Lance Armstronga. V roce 2012 ho Americká antidopingová agentura usvědčila z používání dopingových látek, načež mu bylo odebráno všech sedm titulů z Tour de France.
Mezi zakázané látky patří například anabolické látky, stimulancia, či látky s antiestrogenní aktivitou.

## Vývoj sportu v závislosti na společnosti

### Historie
Sport jako činnost oddechová, zábavná i sváteční patřil ke společnosti od nepaměti. Jelikož úzce souvisí s kulturou a vzájemně se spolu utvářejí, je i sport dobrým ukazatelem sociálního, politického a ekonomického vývoje a je sociology často využíván k výzkumu společnosti v minulosti. Sport se proměňuje stejně jako společnost, ale jedno zůstalo u sportu v průběhu let stejně – slouží k zábavě a odpoutání se od každodenních problémů.
Roku 776 před naším letopočtem se uskutečnily první Olympijské hry. Z celého Řecka se sjížděli sportovci, aby se setkali a poměřili síly mezi sebou. Během olympijských her byl vyhlášen posvátný mír, který zakazoval jakékoliv válčení. Her se nemohly účastnit ženy, otroci a cizinci. V běžném životě byl pak sport provázán se vzděláním. Výuka sportu a filozofie probíhala v gymnasiu, kde se filozofové snažili u mladíků o harmonii tělesných a duchovních hodnot – „Ve zdravém těle zdravý duch.“ S nástupem křesťanství v našem letopočtu byly zrušeny „pohanské“ slavnosti, které zahrnovaly i olympijské hry. Od 10. do 16. století převládal v Evropě sport spojený s rytířstvím. Pořádaly se rytířské turnaje a mimo jiné se muži bavili jezdectvím, lukostřelbou, šermem a střelbou. V tomto období se také začalo objevovat sázení v zápasech kohoutů, psů nebo medvědů.
Roku 1862 byla v Čechách založena tělovýchovná organizace Sokol; první Všesokolský slet slet se konal v Praze roku 1882 pod názvem Jubilejní slavnost Sokola Pražského 1882. V roce 1896 došlo k obnovení pravidelného pořádání Olympijských her, kterých se ale ještě nemohly účastnit ženy. Ty se poprvé mohly zapojit do Olympijských her roku 1900, ale jen některých disciplín. Proto si ženy v roce 1921 založily vlastní Ženské světové hry, které se mj. roku 1930 konaly v Československu. Postupně se na klasické Olympijské hry se přidávalo stále více disciplín, kterých se mohly účastnit i ženy. Teprve roku 2012 se podařilo, že každá země vyslala aspoň jednu ženu a ženy také byly zastoupeny ve všech disciplínách. Ve dvacátém století se sport, konkrétně Olympijské hry, podílel i na řešení jiných sociálních otázek. Například byla roku 1964 vyloučena z her Jižní Afrika kvůli apartheidu a v roce 1994 vyhrála alžírská atletka zlatou medaili a stala se symbolem boje proti útlaku žen v islámském světě.
V období mezi válkami docházelo k silnému rozmachu sportovních klubů a událostí a stále větší vliv na sport měli trenéři, vlastníci klubů a manažeři, kdežto samotný výkon sportovců ustupoval do pozadí.[zdroj?] Snaha o vítězství s sebou začala přinášet využívání podpůrných prostředků. V souvislosti s tím se začala pravidla sportu mezinárodně sjednocovat. A velký vývoj sportu ve 20. století vytvořil sport takový, jaký ho známe dnes. Sport přestal být spojován s náboženstvím a je zacílen na osobní úspěch.

### Současnost a další vývoj
Sport hraje největší roli právě v současnosti, ve 21. století. Nikdy nebyly pohybové sportovní a herní aktivity tak úzce provázány s tvorbou zisku, procesem socializace, patriotismem, osobní kondicí a zdravím, jako ve 21. století. Profesionální sport se pomalu vzdaluje kořenům lidových her kvůli masovým médiím, růstu sponzoringu apod. Cílem je překonávat, dosáhnout lepšího času, výšky, bodů. Vrcholové tréninky jsou díky technologiím účinnější a mají pak vliv na lepší výkonnost. Špičkoví sportovci se profesionalizují a kluby nebo asociace s nimi zachází jako se zbožím. Jelikož se ve sportu hraje o velké peníze, je tato oblast silně byrokratizovaná a spravována organizacemi na mezinárodní úrovni. Sportovci procházejí velkým množstvím testů a jejich nesportovní chování je sankciováno.
S růstem volného času má i střední vrstva spoustu času na rekreační sport. Vytváří se stále nové sporty a pravidla a roste zájem o sledování sportu. Sport se internacionalizuje, hlavně prostřednictvím masových médií, a využívá se k propojení kultur a globalizaci. Ke sportu v dnešní době mohou přistoupit všichni, nehledě na jejich sociální zázemí, pohlaví, status a pro všechny platí stejná pravidla.
V budoucnosti se dá očekávat, že sport bude využívat stále více technických vymožeností, více se prováže s penězi a mediálním světem. Ze sportovců se už dnes stávají celebrity a je patrné, že jejich vliv v marketingu se bude zvětšovat i v dalších letech. Vzhledem k tomu, že se sportovci budou i nadále snažit překonávat nejlepší výsledky, budou se pokoušet nacházet nové látky, které jim se sílou a výkonností budou pomáhat. I rekreační sport a s ním související sportovní vybavení a oblečení bude posouvat své hranice. Bude se vyrábět sportovní výbava z lehkých a odolných materiálů a lidé se budou snažit zlepšovat svou image pořizováním těch nejlepších a nejdražších. S tím souvisí obava, že globalizace sportu povede k poškození sportovního života v rozvojových zemích. Pomalu se bude měnit význam sportu z radosti z pohybu na prostředek k získání lepšího společenského postavení. Budoucnost sportu ale není zase tak bledá, zároveň se předpokládá, že se budou probírat témata úplného eliminování dopingu, vyvinou se lepší testy na doping a povedou se programy, které se budou snažit proti němu brojit.